# Pier-Luc Funk
Pier-Luc Funk est un acteur québécois né le 5 mai 1994 à Laval (Québec).
Il est d'abord connu pour avoir décroché le rôle de Martin (personnage principal) dans le film Un été sans point ni coup sûr, un garçon qui désire faire partie de l'équipe de baseball les Expos de Montréal. En 2009, il obtient le rôle de Samuel Langevin dans l'émission jeunesse Tactik qui s'est terminée en décembre 2013. Il fait aussi partie de l'équipe d'improvisation du Collège Montmorency, le MIM. Depuis 2015, il est joueur dans la ligue nationale d'improvisation (LNI). Il est le plus jeune acteur à joindre cette ligue d'improvisation, à l'âge de seulement 18 ans.

## Biographie

### Carrière
Avant de commencer sa carrière, Pier-Luc s'est découvert une passion pour le théâtre au secondaire.Pier-Luc amorce sa carrière devant l'écran à l'âge de 12 ans, alors qu'il côtoie Roy Dupuis, Patrice Robitaille et Jacinthe Laguë dans le film Un été sans point ni coup sur, en 2008.
Il incarne d'abord le personnage de Samuel Langevin dans la série jeunesse Tactik. Il retrouve sur le plateau de tournage de Tactik certains de ses collègues d'Un été sans point ni coup sur. Il fait partie de la distribution de Tactik pendant 6 ans, soit du début à la fin de l'émission.
Pier-Luc joue Guylain, le fils de Guy Jodoin dans l'émission Sucré Salé au réseau TVA.
En 2012, il obtient un rôle sur les ondes de Radio-Canada, dans la série Les Parent.
En 2014 il devient l'un des comédiens de l'émission SNL Québec. La même année, il obtient aussi le rôle de Comi Dhoyel dans la série humoristique Les Beaux Malaises et joint la distribution du film 1987, réalisé par Ricardo Trogi.
L'année suivante, il joue dans le film Aurélie Laflamme : Les Pieds sur terre et sur les ondes de Radio-Canada, Mémoires Vives, où il incarne le personnage de Jérémie. Il est aussi affecté au tournage de l'émission Le Nouveau Show. Il entreprend également un bref retour sur les ondes de Télé-Québec, sur le plateau de Subito texto, où il interprète le personnage de Gauvin.
En 2016, il joue dans la série Le Chalet, ainsi que dans la websérie La Clique.
Finalement, il remplace son ex-collègue de Tactik, Guy Jodoin, à l'animation du jeu télévisé Le Tricheur, pendant une semaine.
En 2017 au gala des Gémeaux, il gagne le prix du meilleur premier rôle masculin dans une série annuelle dramatique pour son rôle dans Mémoires vives.
Pier-Luc a aussi joué un rôle important pour communiquer les mesures sanitaires aux jeunes. Il s'est aussi associé avec Sarah-Jeanne Labrosse pour permettre le gala Mammouth, lequel présente toutes les personnalités québécoises préférées des adolescents.
En 2023, il interprète Jessy Bonin dans la saison 4 de la série télévisée Plan B. La même année, il anime un balado nommé Une étape à la fois, afin d'outiller les jeunes en matière de  violence à caractère sexuel et du processus de plainte lorsqu'il y a non-consentement.
En 2024, le festival Cinémania lui a accordé un prix d'interprétation pour son rôle dans le film Vil & Misérable.
Pier-Luc Funk est à la barre de l'animation de l'émission On ramassera demain, depuis sa première saison en 2024. Il en est le co-concepteur, aux côtés de Patrice Ouimet. L'émission commence la diffusion de sa troisième saison le 20 mars 2025.
Il participe à l'épisode spécial des enfants de la télé "retrouvailles de la série jeunesse Le chalet" en compagnie de ces anciens collègues et acteurs.
Il participera à l'été 2025 à l'adaptation théâtrale du film Québec-Montréal par Monarque Productions, notamment aux côtés de Simon Pigeon et d'Antoine Pilon.

### Politique
Pour les élections générales québécoises de 2018, il appuie le parti de gauche, Québec solidaire.

### Vie privée
Pier-Luc Funk est en couple avec la comédienne québécoise Virginie Ranger-Beauregard depuis 2019. Cependant, des déclarations récentes laissent entendre qu'il ne serait plus en couple, bien qu'il soit resté vague sur le sujet.

## Filmographie

### Cinéma
- 2008 : Un été sans point ni coup sûr de Francis Leclerc : Martin
- 2013 : Vic+Flo ont vu un ours de Denis Côté : Charlot Smith
- 2014 : 1987 de Ricardo Trogi : Dallaire
- 2015 : Les Démons de Philippe Lesage : Ben
- 2015 : Aurélie Laflamme - Les pieds sur terre de Nicolas Monette : Jean-Benoît Houde
- 2016 : Embrasse-moi comme tu m'aimes d'André Forcier : Donat
- 2017 : Sashinka de Kristina Wagenbauer : Vincent, prêteur sur gages
- 2018 : Genèse de Philippe Lesage : Maxime
- 2019 : Matthias & Maxime de Xavier Dolan : Rivette
- 2020 : Flashwood de Jean-Carl Boucher : Luc
- 2021 : L'Arracheuse de temps de Francis Leclerc : le curé neuf
- 2024 : Vous n'êtes pas seuls de Marie-Hélène Viens et Philippe Lupien : Léo, un livreur de pizza[26]
- 2024 : Vil et misérable de Jean-François Leblanc : Daniel Lamontagne, l'assistant-libraire

### Série télévisée
- 2008-2013 : Tactik : Samuel Langevin
- 2009 : L'Auberge du chien noir : garçon apparaissant dans un flash-back
- 2010-2011 : Belle-Baie : Tommy
- 2012 : Les Parent : Maxime
- 2014 : Les Beaux Malaises, saison 2, épisode 7 : commis d'hôtel
- 2015 :  Med : Nico
  - Le Nouveau Show
  - Lip sync battle Québec
  - Madame Lebrun : Martin Ste-Marie
  - Meilleur avant le 31 bon pareil le 1er
- 2015-2017 : Mémoires vives : Jérémie
- 2016-2019 : Le Chalet : Max
- 2016 : Code F
- 2016-2017 : Julien Lacroix
- 2018-2019 : L'Agent Jean : Jean (voix)
- 2019-2020 : Fragile : Dom
- 2020 : Les Suppléants : Pierre-Luc
- 2020 : Pour toujours, plus un jour (série télévisée) : Chuck
- 2020 : Sans rancune (émission de télévision) : animation[27]
- 2021-2023 : Entre deux draps : Antoine
- 2023: Plan B (Saison 4) : Jessy Bonin
- 2025: L'Appel (6 épisodes sur Illico +) : Stéphane «Godasse» Gagné
- 2025 : On ramassera demain (saison 3)[5]

## Doublage

### Films d'animations
- 2017 : My Little Pony, le film : Spike le dragon

### Séries d'animation
- 2020 : Les Frères Apocalypse : Gab Brulé